# Dentifusus
Dentifusus là một chi ốc biển, là động vật thân mềm chân bụng sống ở biển trong họ Fasciolariidae.

## Các loài
Các loài trong chi Dentifusus gồm có:
- Dentifusus deynzeri Vermeij & Rosenberq, 2003[2]